# Theophilus Howard, 2. Earl of Suffolk

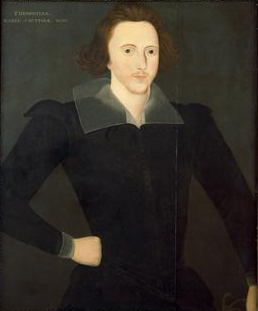
Porträt des Theophilus Howard, 2. Earl of Suffolk, Kopie des 19. Jahrhunderts eines Porträts um 1600

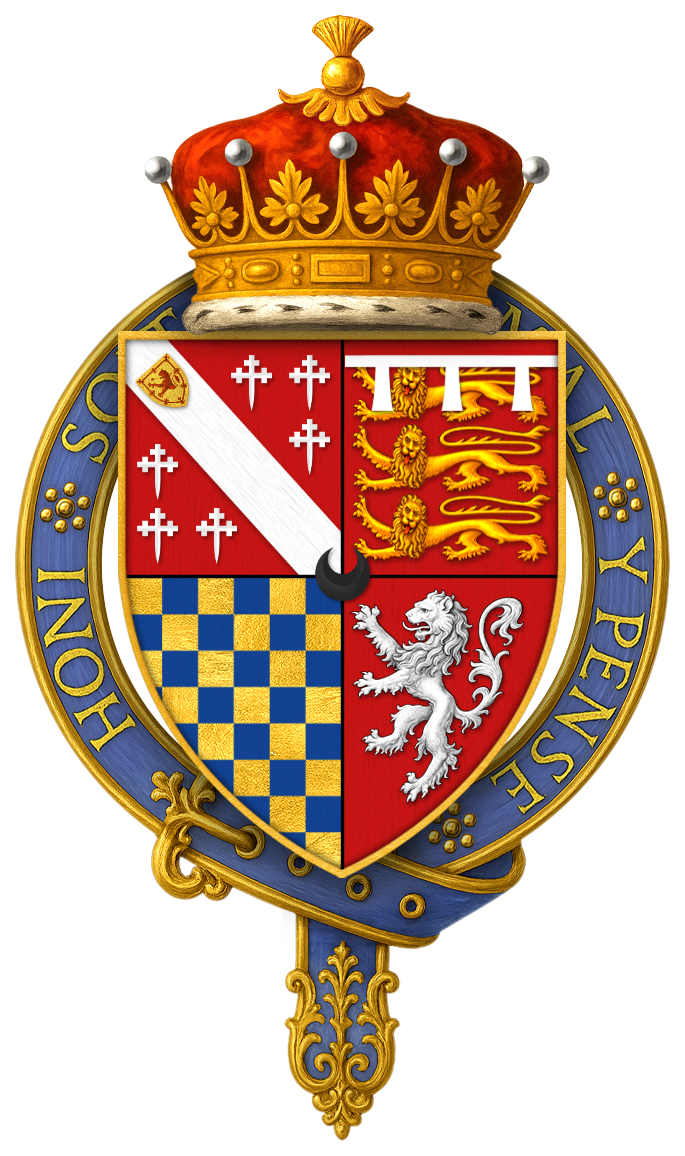
Wappen des Theophilus Howard, 2. Earl of Suffolk

Theophilus Howard, 2. Earl of Suffolk KG (getauft 13. August 1584; † 3. Juni 1640 im Suffolk House, London), war ein englischer Adliger und Politiker.

## Leben
Theophilus Howard war der älteste Sohn des Thomas Howard, 1. Earl of Suffolk, aus dessen zweiter Ehe mit Katherine Knyvett. Sein Vater war von 1603 bis 1614 Lord Chamberlain und von 1614 bis 1618 Lord Treasurer. Theophilus wurde am 13. August 1584 in Saffron Walden in Essex getauft. Er studierte ab 1598 am Magdalen College der Universität Cambridge. Von 1603 bis 1605 unternahm er eine Grand Tour nach Frankreich, Italien und Lothringen. Als Heir apparent seines Vaters führte er ab 1603 den Höflichkeitstitel Lord Howard de Walden. 1605 wurde er Master of Arts und 1606 an Gray’s Inn zugelassen.
Die Stellung seines Vaters am Hof Jakobs I. sicherte ihm eine Karriere als Höfling. 1605 wurde er Lieutenant der königlichen Leibwache der Gentlemen Pensioners und erhielt das Verwaltungsamt eines Joint Steward mehrerer königlicher Anwesen in Wales. Zusammen mit anderen Höflingen interessierte er sich für die Kolonisation; 1609 wurde er Ratsmitglied der Virginia Company und 1612 war er Gründungsmitglied der North-West Passage Company. Am 4. November 1605 wurde er als Abgeordneter für das Borough Maldon in Essex ins englische House of Commons gewählt. Am 8. Februar 1610 wurde ihm durch Writ of Acceleration vorzeitig der nachgeordnete Titel seines Vaters als 2. Baron Howard de Walden übertragen. Er wurde dadurch Mitglied des House of Lords und schied dazu aus dem House of Commons aus. Im selben Jahr nahm er als Kriegsfreiwilliger auf niederländischer Seite an der Belagerung von Jülich teil. 1611 wurde er Keeper von Greenwich Castle und im Juli 1614 wurde er zum Captain der Gentlemen Pensioners befördert.
Nachdem er im März 1612 Lady Elizabeth Home (um 1599–1633), Tochter des in der Grenzregion nach Schottland einflussreichen George Home, 1. Earl of Dunbar, geheiratet hatte, erhielt er das auch Amt eines (Joint) Lord Lieutenant der nordenglischen Counties Cumberland, Westmorland und Northumberland, das er bis 1639 innehatte. 1618 war er einer der Unterzeichner der Petition an König Jakob, die Einführung der neuen Adelswürde des Baronets bedauerte.
Als sein Vater 1619 unter dem Vorwurf der Korruption aller öffentlicher Ämter enthoben wurde, wurde auch Theophilus im Dezember 1619 sein Posten als Captain der Gentlemen Pensioners entzogen. Dank dem Einfluss seines persönlichen Freundes, dem führenden Minister George Villiers, 1. Duke of Buckingham, erhielt er den Posten im selben Monat zurück.
Beim Tod seines Vaters erbte er 1626 dessen Titel als 2. Earl of Suffolk. Im selben Jahr erhielt das Amt eines (Joint) Lord Lieutenant der Counties Suffolk, Cambridgeshire und Dorset und wurde am 12. November 1626 ins Privy Council aufgenommen. In seiner Funktion als Lord Lieutenant der zahlreichen Counties unterstützte er energisch die Politik des Königs, der Bevölkerung „freiwillige“ Sonderabgaben (Benevolences) abzunötigen, für die der König im Gegensatz zu regulären Steuern keine Zustimmung des Parlaments benötigte. 1627 wurde er auch zum High-Steward von Ipswich in Suffolk ernannt und am 24. April 1627 als Knight Companion in den Hosenbandorden aufgenommen. Im Juli 1628 legte der Duke of Buckingham das Amt des Lord Warden of the Cinque Ports nieder, um es Howard zu überlassen, der zudem zum Constable von Dover Castle ernannt wurde.
Mit der Ermordung des Duke of Buckingham im August 1628 verlor er einen wichtigen Freund und Unterstützer und geriet aufgrund seines kostspieligen Lebenswandels trotz seiner zahlreichen lukrativen Ämter in der Folgezeit in finanzielle Schwierigkeiten. 1635 gab er seine Ämter bei Hofe, insbesondere seinen Kommandoposten bei den Gentlemen Pensioners, auf. 1636 bat er den König erfolglos um den Erlass seiner Schulden gegenüber der Krone. Da er nicht in der Lage war, das riesige Anwesen seines Vaters, Audley End House, instand zu halten, zog er sich auf ein anderes Familienanwesen, Lulworth Castle in Dorset, zurück, wo er seine Zeit seinem Garten widmete. Seine Hoffnungen, nach dem Tod seiner ersten Frau im Jahr 1633 eine reiche Erbin zu heiraten, waren vergeblich, und er war gezwungen, Land im Wert von mehr als 36.000 £ zu verkaufen, um den Ruin zu verhindern. Der Bedarf des Königs an einem aktiven Lord Lieutenant in den nördlichen Counties inmitten der schottischen Krise führte dazu, dass er 1639 sein entsprechendes Amt in Cumberland, Westmorland und Northumberland niederlegte. Seine letzte politische Ernennung erfolgte im März 1639 als Regentschaftskommissar, obgleich er wegen schlechter Gesundheit in diesem Amt wohl wenig aktiv war.
Er starb am 3. Juni 1640 im Alter von 55 Jahren im Suffolk House in London und wurde eine Woche später wurde er in Saffron Walden begraben. Seine Adelstitel fielen an seinen Sohn James als 3. Earl.

## Nachkommen
Aus seiner Ehe mit Lady Elisabeth Home (um 1599–1633) gingen zehn Kinder hervor:
- James Howard, 3. Earl of Suffolk (1620–1689);
- Hon. Thomas Howard (1621–1681);
- Lady Katherine Howard († 1650), ⚭ (1) 1638 Lord George Stewart, 9. Seigneur d’Aubigny (⚔ 1642), ⚭ (2) 1648 James Livingston, 1. Earl of Newburgh;
- Lady Elizabeth Howard († 1705), ⚭ 1642 Algernon Percy, 10. Earl of Northumberland;
- Lady Margaret Howard (1623–1689), ⚭ 1641 Roger Boyle, 1. Earl of Orrery;
- George Howard, 4. Earl of Suffolk (1625–1691);
- Henry Howard, 5. Earl of Suffolk (1627–1709);
- Lady Anne Howard, ⚭ Thomas Walsingham;
- Lady Frances Howard (um 1633–1677), ⚭ Sir Edward Villiers (1620–1689);
- Hon. Sir Robert Howard.